# Функциональная производная
В математике и теоретической физике функциональная производная является обобщением производной по направлению. Разница заключается в том, что для последней дифференцирование производится в направлении какого-нибудь вектора, а для первой речь идёт о функции. Оба эти понятия можно рассматривать как обобщение обычного дифференциального исчисления.
Существуют два основных вида функциональных производных, соответствующих общему определению производной Фреше и производной Гато функции на банаховом пространстве. На практике они зачастую не различаются.

## Определение
Пусть {\displaystyle F} — некоторый функционал, то есть функция, определённая на некотором множестве функций. Значение функционала {\displaystyle F} на функции {\displaystyle \phi } обозначают {\displaystyle F[\phi ]}. Его производная Гато (производная по направлению) есть предел (если он существует) выражения {\displaystyle \lim _{\varepsilon \to 0}{\frac {F[\phi +\varepsilon \delta \phi ]-F[\phi ]}{\varepsilon }}}. Здесь {\displaystyle \delta \phi } — некоторая функция из области определения {\displaystyle F}. Отметим, что такая производная, вообще говоря, зависит от выбора функции {\displaystyle \delta \phi }. В этом смысле ситуация вполне аналогичная конечномерной. Например, функция {\displaystyle y=|x|} дифференцируема в точке {\displaystyle x=0} справа и слева, но эти односторонние производные различны, а в обычном смысле эта функция в 0 не дифференцируема.
Гораздо чаще в приложениях возникает производная функционала, аналогичная классической конечномерной производной и являющаяся частным случаем производной Гато. Не давая общего определения, рассмотрим типичный пример: поиск экстремума функционала на множестве траекторий, проходящих через две заданные точки. Такая задача возникает при исследовании задач классической механики с помощью принципа наименьшего действия, подобного же типа задача о нахождении фигуры максимальной площади с заданным периметром и т. п.
Пусть функционал {\displaystyle F} имеет интегральный вид
{\displaystyle F[\phi ]=\int _{a}^{b}L(\phi ,{\dot {\phi }},t)dt}
Его первой вариацией называется выражение
{\displaystyle \delta F=F[\phi +\delta \phi ]-F[\phi ]}
Если она представима в виде
{\displaystyle \delta F=\int _{a}^{b}S(\phi ,{\dot {\phi }},t)\delta \phi (t)dt}
с точностью до величин второго порядка по {\displaystyle \delta \phi }, то функция {\displaystyle S} называется функциональной производной {\displaystyle F} по {\displaystyle \phi } и обозначается {\displaystyle {\frac {\delta F}{\delta \phi }}}. Функционал при этом называют дифференцируемым.
Конкретно в данной задаче {\displaystyle {\frac {\delta F}{\delta \phi }}={\frac {\partial L}{\partial \phi }}-{\frac {d}{dt}}{\frac {\partial L}{\partial {\dot {\phi }}}}}, но в общем случае ответ существенно зависит от постановки задачи и граничных условий.

## Вторая вариация
Если функционал дифференцируем, то можно определить аналог второй производной (в данном случае он скорее аналогичен матрице вторых частных производных). Раскладывая полную вариацию {\displaystyle \delta F} до второго порядка по {\displaystyle \delta \varphi } и отбрасывая величины первого порядка, получим выражение, называемое второй вариацией функционала:
{\displaystyle \delta ^{2}F=\iint {\frac {\delta ^{2}F}{\delta \varphi \,\delta \varphi ^{\prime }}}\,\delta \varphi (x)\,\delta \varphi ^{\prime }(x^{\prime })\,dx\,dx^{\prime }}

## Свойства
Функциональная производная по свойствам аналогична обычной. Например:
- Линейность. {\displaystyle {\frac {\delta }{\delta \phi }}(\lambda F+\mu G)=\lambda {\frac {\delta F}{\delta \phi }}+\mu {\frac {\delta G}{\delta \phi }},\ \lambda ,\mu \in \mathbb {C} }
- Тождество Лейбница. {\displaystyle {\frac {\delta FG}{\delta \phi }}={\frac {\delta F}{\delta \phi }}G+F{\frac {\delta G}{\delta \phi }}}
- Разложение полной вариации по частным производным: {\displaystyle \delta F[\phi ,\psi ]={\frac {\delta F}{\delta \phi }}\delta \phi +{\frac {\delta F}{\delta \psi }}\delta \psi }
- В точке экстремума функционала его производная равна 0. Точка экстремума является точкой минимума (максимума), если вторая вариация — положительно (отрицательно) определённая квадратичная форма.

и так далее.

## Примеры

### Энтропия
Информационная энтропия дискретной случайной величины — это функционал функции вероятности.
{\displaystyle {\begin{aligned}H[p(x)]=-\sum _{x}p(x)\log p(x)\end{aligned}}}
Поэтому
{\displaystyle {\begin{aligned}\left\langle {\frac {\delta H}{\delta p}},\phi \right\rangle &{}=\sum _{x}{\frac {\delta H[p(x)]}{\delta p(x')}}\,\phi (x')\\&{}=\left.{\frac {d}{d\epsilon }}H[p(x)+\epsilon \phi (x)]\right|_{\epsilon =0}\\&{}=-{\frac {d}{d\varepsilon }}\left.\sum _{x}[p(x)+\varepsilon \phi (x)]\log[p(x)+\varepsilon \phi (x)]\right|_{\varepsilon =0}\\&{}=\displaystyle -\sum _{x}[1+\log p(x)]\phi (x)\\&{}=\left\langle -[1+\log p(x)],\phi \right\rangle .\end{aligned}}}
Поэтому
{\displaystyle {\frac {\delta H}{\delta p}}=-[1+\log p(x)].}

### Экспонента
Пусть
{\displaystyle F[\varphi (x)]=e^{\int \varphi (x)g(x)dx}.}
Используем в качестве пробной функции дельта-функцию:
{\displaystyle {\begin{aligned}{\frac {\delta F[\varphi (x)]}{\delta \varphi (y)}}&{}=\lim _{\varepsilon \to 0}{\frac {F[\varphi (x)+\varepsilon \delta (x-y)]-F[\varphi (x)]}{\varepsilon }}\\&{}=\lim _{\varepsilon \to 0}{\frac {e^{\int (\varphi (x)+\varepsilon \delta (x-y))g(x)dx}-e^{\int \varphi (x)g(x)dx}}{\varepsilon }}\\&{}=e^{\int \varphi (x)g(x)dx}\lim _{\varepsilon \to 0}{\frac {e^{\varepsilon \int \delta (x-y)g(x)dx}-1}{\varepsilon }}\\&{}=e^{\int \varphi (x)g(x)dx}\lim _{\varepsilon \to 0}{\frac {e^{\varepsilon g(y)}-1}{\varepsilon }}\\&{}=e^{\int \varphi (x)g(x)dx}g(y).\end{aligned}}}
Поэтому
{\displaystyle {\frac {\delta F[\varphi (x)]}{\delta \varphi (y)}}=g(y)F[\varphi (x)].}